# Heinrich Hase (Altertumsforscher)
Heinrich Hase (* 18. Januar 1789 in Altenburg; † 9. November 1842 in Dresden) war ein deutscher Altertumsforscher.

## Leben
Hase studierte an den Universitäten Jena und Leipzig. 1809 wurde er Lehrer und Erzieher im Hause des Grafen von Medem in Kurland. Ab 1817 unternahm er Reisen nach Frankreich und Italien, die er nutzte, um Abschriften griechischer Handschriften anzufertigen. Nach seiner Rückkehr ließ er sich 1820 in Dresden nieder, wo er bald eine Anstellung als Unterinspektor an der Königlichen Antikensammlung fand. 1835 wurde er zum Oberinspektor der Antikensammlung und Inspector des Königlichen Münzkabinetts ernannt. Hase war Mitbegründer des Dresdner Kunstvereins.
1836 wurde er in den sogenannten akademischen Rat für die Kunstakademie berufen, wo er Vorlesungen über griechische und römische Kunstgeschichte hielt. 1839 unternahm er eine Reise nach Konstantinopel, Kleinasien, dem Peloponnes und Athen. Hase starb nach längerem Leiden früh im Alter von 53 Jahren.

## Werke
- Fragmente des Commentars des Aspasios zu Aristoteles Nikomachischer Ethik. Classical Journal Vol. XXVIII. N. 56. p. 306 ss. und Vol. XXIX. N. 57. S. 104
- Die Schrift des Johannes Philoponus über den Gebrauch und die Anfertigung des Astrolabiums. Im Rheinischen Museum Bd. VI. 1838. S. 127 ff.
- Joannis Alexandrini cognomine Philoponi de usu astrolabii eiusque constructione libellus. E codd. mss. regiae bibliothecae Parisiensis ed. H. Hase. Bonn, 1839
- Nachweisungen für Reisende in Italien, in Bezug auf Oertlichkeit, Alterthümer, Kunst und Wissenschaft. Leipzig 1821. 16.
- Verzeichniß der alten und neuen Bildwerke und übrigen Alterthümer in den Sälen der königl. Antikensammlung zu Dresden. Dresden 1827, 16. 5. Ausg. 1839
- Uebersichtstafeln zur Geschichte der neueren Kunst von den ersten Jahrhunderten der christlichen Zeitrechnung an bis zu Rafael Sanzio's Tode. Nach Denkmälern zusammengestellt. Dresden 1827, Fol.
- Classische Alterthumskunde: Griechische Alterthümer. Erstes und zweites Bändchen.. Dresden 1828. In: Römische Alterthümer. Erstes Bändchen. Ebenda, 1830 (bei Google Books)
- Paläologus. Kleine Schriften meist antiquarischen Inhalts. Leipzig 1837. (Sammlung von 10 Aufsätzen antiquarischen und kulturhistorischen Inhalts, von denen der erste Ueber den Farnesischen Congius in der königl. Antikensammlung zu Dresden, vom Verfasser am 18. März 1824 der königlich preußischen Akademie der Wissenschaften vorgelegt und von dieser als besondere Schrift, Berlin 1824, veröffentlicht wurde.)

### Übersetzungen
- Bignon's Geschichte von Frankreich. Hartlebens Verlagsexpedition, Leipzig, 1830.